# Užava (rivière)
La Užava (aussi appelée Dižupe, Zirgmežupe, Mazkaibas upe, Mālupe, Bumbuļupe) est une rivière située dans la région de Courlande en Lettonie. Sa longueur est de 67 km, la superficie du bassin 601 km2. Elle commence sur le territoire de la municipalité de Kuldīga et finit sa course dans la Mer Baltique. Le parc naturel d'Užava s'étend sur 14,34 km2 autour du cours inférieur de la rivière.

## Affluents

### Rive gauche
- Saltvalks,
- Bērzkalnupe (5,7 km),
- Tiemene (7,2 km).

### Rive droite
- Guļas valks (7 km),
- Stirna (10 km),
- Mārgava (6 km),
- Kauliņa (26 km),
- Vanka (30 km),
- Gaiļvalks,
- Tērande (15 km).